# Sankt Pölten
Sankt Pölten (phát âm tiếng Đức: [zaŋkt ˈpœltn̩] ⓘ; Phương ngữ Trung Bayern: St. Pödn), chủ yếu được viết tắt với tên chính thức St. Pölten, [3] là thủ đô và thành phố lớn nhất của Bang Hạ Áo ở Đông Bắc Áo, với 55.538 dân vào ngày 1 tháng 1 năm 2020. St. Pölten là một thành phố có quy chế riêng (hay Statutarstadt) và do đó nó vừa là một đô thị vừa là một quận trong Mostviertel.

## Địa lý
Thành phố nằm trên sông Traisen và nằm ở phía bắc của dãy Alps và phía nam Wachau. Nó là một phần của Mostviertel, khu vực phía tây nam của Hạ Áo.

### Tổ chức hành chính cấp quận, huyện
St Pölten được chia thành các huyện sau đây: Altmannsdorf, Dörfl at Ochsenburg, Eggendorf, Ganzendorf, Hafing, Harland, Hart, Kreisberg, Matzersdorf, Mühlgang, Nadelbach, Oberradlberg, Oberwagram, Oberzwischenbrunn, Oberzwischenbrunn, Ochsendorf, Ratagdorf, Ratagsen, Pelsdorfnburg at the Traisen, Reitzersdorf, Schwadorf, Spratzern, St Georgen trên Steinfelde, St Pölten, Stattersdorf, Steinfeld, Teufelhof, Unterradlberg, Unterwagram, Unterzwischenbrunn, Viehofen, Völtendzeorf, Waitzendorf, Wasserberg, Wasserburg, Wasserburg và Zwerndorf.

### Vận tải
Nhà ga chính của thành phố St. Pölten Hauptbahnhof nằm ngay trên tuyến đường sắt miền Tây của ÖBB và cũng là ga cuối của tuyến đường sắt Leobersdorfer, Mariazellerbahn, tuyến đường sắt vùng đến Tulln và tuyến đường sắt vùng đến Krems. Nó nằm ở giao lộ của Đường cao tốc miền Tây A1 và Đường cao tốc Kremser S33 và được cắt ngang bởi Đường Vienna B1. St Pölten là giao lộ của các tuyến xe buýt Wieselbus kết nối thủ đô và các vùng của Hạ Áo.

#### Trong thành phố
Từ năm 1911 đến năm 1976, một tuyến xe điện hoạt động ở St Pölten. Ngày nay, một mạng lưới gồm 11 tuyến xe buýt hoạt động đều đặn trong thành phố. Mỗi mùa hè, một chuyến tàu du lịch miễn phí ở trung tâm thành phố kết nối các khu vực cổ kính của thành phố với khu hành chính.

### Khí hậu
| Dữ liệu khí hậu của Sankt Pölten (1981–2010)             | Dữ liệu khí hậu của Sankt Pölten (1981–2010) | Dữ liệu khí hậu của Sankt Pölten (1981–2010) | Dữ liệu khí hậu của Sankt Pölten (1981–2010) | Dữ liệu khí hậu của Sankt Pölten (1981–2010) | Dữ liệu khí hậu của Sankt Pölten (1981–2010) | Dữ liệu khí hậu của Sankt Pölten (1981–2010) | Dữ liệu khí hậu của Sankt Pölten (1981–2010) | Dữ liệu khí hậu của Sankt Pölten (1981–2010) | Dữ liệu khí hậu của Sankt Pölten (1981–2010) | Dữ liệu khí hậu của Sankt Pölten (1981–2010) | Dữ liệu khí hậu của Sankt Pölten (1981–2010) | Dữ liệu khí hậu của Sankt Pölten (1981–2010) | Dữ liệu khí hậu của Sankt Pölten (1981–2010) |
| Tháng                                                    | 1                                            | 2                                            | 3                                            | 4                                            | 5                                            | 6                                            | 7                                            | 8                                            | 9                                            | 10                                           | 11                                           | 12                                           | Năm                                          |
| -------------------------------------------------------- | -------------------------------------------- | -------------------------------------------- | -------------------------------------------- | -------------------------------------------- | -------------------------------------------- | -------------------------------------------- | -------------------------------------------- | -------------------------------------------- | -------------------------------------------- | -------------------------------------------- | -------------------------------------------- | -------------------------------------------- | -------------------------------------------- |
| Cao kỉ lục °C (°F)                                       | 17.9 (64.2)                                  | 19.2 (66.6)                                  | 24.3 (75.7)                                  | 28.1 (82.6)                                  | 31.8 (89.2)                                  | 34.9 (94.8)                                  | 37.0 (98.6)                                  | 37.5 (99.5)                                  | 30.5 (86.9)                                  | 27.8 (82.0)                                  | 23.4 (74.1)                                  | 14.7 (58.5)                                  | 37.5 (99.5)                                  |
| Trung bình ngày tối đa °C (°F)                           | 1.9 (35.4)                                   | 4.1 (39.4)                                   | 9.5 (49.1)                                   | 15.5 (59.9)                                  | 20.6 (69.1)                                  | 23.3 (73.9)                                  | 25.8 (78.4)                                  | 25.3 (77.5)                                  | 20.1 (68.2)                                  | 14.2 (57.6)                                  | 7.1 (44.8)                                   | 2.6 (36.7)                                   | 14.2 (57.6)                                  |
| Trung bình ngày °C (°F)                                  | −0.8 (30.6)                                  | 0.5 (32.9)                                   | 4.8 (40.6)                                   | 9.8 (49.6)                                   | 14.9 (58.8)                                  | 17.8 (64.0)                                  | 19.8 (67.6)                                  | 19.3 (66.7)                                  | 14.6 (58.3)                                  | 9.5 (49.1)                                   | 4.0 (39.2)                                   | 0.1 (32.2)                                   | 9.5 (49.1)                                   |
| Tối thiểu trung bình ngày °C (°F)                        | −3.1 (26.4)                                  | −2.3 (27.9)                                  | 1.2 (34.2)                                   | 5.0 (41.0)                                   | 9.8 (49.6)                                   | 12.9 (55.2)                                  | 14.7 (58.5)                                  | 14.5 (58.1)                                  | 10.8 (51.4)                                  | 6.4 (43.5)                                   | 1.9 (35.4)                                   | −1.9 (28.6)                                  | 5.8 (42.4)                                   |
| Thấp kỉ lục °C (°F)                                      | −22.1 (−7.8)                                 | −20.7 (−5.3)                                 | −23.1 (−9.6)                                 | −4.3 (24.3)                                  | 0.6 (33.1)                                   | 2.9 (37.2)                                   | 6.8 (44.2)                                   | 7.1 (44.8)                                   | 1.9 (35.4)                                   | −6.9 (19.6)                                  | −13.4 (7.9)                                  | −20.0 (−4.0)                                 | −23.1 (−9.6)                                 |
| Lượng Giáng thủy trung bình mm (inches)                  | 29 (1.1)                                     | 28 (1.1)                                     | 48 (1.9)                                     | 45 (1.8)                                     | 79 (3.1)                                     | 93 (3.7)                                     | 93 (3.7)                                     | 94 (3.7)                                     | 67 (2.6)                                     | 41 (1.6)                                     | 41 (1.6)                                     | 37 (1.5)                                     | 696 (27.4)                                   |
| Lượng tuyết rơi trung bình cm (inches)                   | 16 (6.3)                                     | 17 (6.7)                                     | 8 (3.1)                                      | 2 (0.8)                                      | 0 (0)                                        | 0 (0)                                        | 0 (0)                                        | 0 (0)                                        | 0 (0)                                        | 0 (0)                                        | 6 (2.4)                                      | 14 (5.5)                                     | 64 (25)                                      |
| Độ ẩm tương đối trung bình (%) (at 14:00)                | 76.9                                         | 68.8                                         | 59.5                                         | 52.0                                         | 51.7                                         | 54.7                                         | 52.9                                         | 52.7                                         | 58.0                                         | 65.5                                         | 76.6                                         | 80.5                                         | 62.5                                         |
| Số giờ nắng trung bình tháng                             | 59                                           | 89                                           | 137                                          | 188                                          | 231                                          | 228                                          | 250                                          | 241                                          | 173                                          | 126                                          | 61                                           | 46                                           | 1.829                                        |
| Phần trăm nắng có thể                                    | 24.5                                         | 34.7                                         | 40.7                                         | 49.5                                         | 52.7                                         | 51.4                                         | 55.3                                         | 58.0                                         | 49.0                                         | 41.6                                         | 24.3                                         | 20.5                                         | 41.8                                         |
| Nguồn: Central Institute for Meteorology and Geodynamics |                                              |                                              |                                              |                                              |                                              |                                              |                                              |                                              |                                              |                                              |                                              |                                              |                                              |

| Dữ liệu khí hậu của Sankt Pölten (1971–2000)             | Dữ liệu khí hậu của Sankt Pölten (1971–2000) | Dữ liệu khí hậu của Sankt Pölten (1971–2000) | Dữ liệu khí hậu của Sankt Pölten (1971–2000) | Dữ liệu khí hậu của Sankt Pölten (1971–2000) | Dữ liệu khí hậu của Sankt Pölten (1971–2000) | Dữ liệu khí hậu của Sankt Pölten (1971–2000) | Dữ liệu khí hậu của Sankt Pölten (1971–2000) | Dữ liệu khí hậu của Sankt Pölten (1971–2000) | Dữ liệu khí hậu của Sankt Pölten (1971–2000) | Dữ liệu khí hậu của Sankt Pölten (1971–2000) | Dữ liệu khí hậu của Sankt Pölten (1971–2000) | Dữ liệu khí hậu của Sankt Pölten (1971–2000) | Dữ liệu khí hậu của Sankt Pölten (1971–2000) |
| Tháng                                                    | 1                                            | 2                                            | 3                                            | 4                                            | 5                                            | 6                                            | 7                                            | 8                                            | 9                                            | 10                                           | 11                                           | 12                                           | Năm                                          |
| -------------------------------------------------------- | -------------------------------------------- | -------------------------------------------- | -------------------------------------------- | -------------------------------------------- | -------------------------------------------- | -------------------------------------------- | -------------------------------------------- | -------------------------------------------- | -------------------------------------------- | -------------------------------------------- | -------------------------------------------- | -------------------------------------------- | -------------------------------------------- |
| Cao kỉ lục °C (°F)                                       | 16.2 (61.2)                                  | 19.2 (66.6)                                  | 25.6 (78.1)                                  | 27.3 (81.1)                                  | 30.8 (87.4)                                  | 34.9 (94.8)                                  | 37.0 (98.6)                                  | 38.2 (100.8)                                 | 33.8 (92.8)                                  | 26.9 (80.4)                                  | 23.4 (74.1)                                  | 14.6 (58.3)                                  | 38.2 (100.8)                                 |
| Trung bình ngày tối đa °C (°F)                           | 1.8 (35.2)                                   | 4.0 (39.2)                                   | 9.7 (49.5)                                   | 14.5 (58.1)                                  | 20.3 (68.5)                                  | 22.8 (73.0)                                  | 25.0 (77.0)                                  | 25.1 (77.2)                                  | 20.1 (68.2)                                  | 14.0 (57.2)                                  | 6.5 (43.7)                                   | 3.0 (37.4)                                   | 13.9 (57.0)                                  |
| Trung bình ngày °C (°F)                                  | −1 (30)                                      | 0.4 (32.7)                                   | 4.7 (40.5)                                   | 8.9 (48.0)                                   | 14.3 (57.7)                                  | 17.2 (63.0)                                  | 19.1 (66.4)                                  | 18.9 (66.0)                                  | 14.5 (58.1)                                  | 9.1 (48.4)                                   | 3.5 (38.3)                                   | 0.4 (32.7)                                   | 9.2 (48.6)                                   |
| Tối thiểu trung bình ngày °C (°F)                        | −3.3 (26.1)                                  | −2.3 (27.9)                                  | 1.1 (34.0)                                   | 4.4 (39.9)                                   | 9.2 (48.6)                                   | 12.3 (54.1)                                  | 14.1 (57.4)                                  | 14.0 (57.2)                                  | 10.6 (51.1)                                  | 5.9 (42.6)                                   | 1.3 (34.3)                                   | −1.7 (28.9)                                  | 5.5 (41.9)                                   |
| Thấp kỉ lục °C (°F)                                      | −22.1 (−7.8)                                 | −20.7 (−5.3)                                 | −23.1 (−9.6)                                 | −4.8 (23.4)                                  | −0.9 (30.4)                                  | 2.4 (36.3)                                   | 6.8 (44.2)                                   | 5.6 (42.1)                                   | 1.3 (34.3)                                   | −6.9 (19.6)                                  | −13.4 (7.9)                                  | −20 (−4)                                     | −23.1 (−9.6)                                 |
| Lượng Giáng thủy trung bình mm (inches)                  | 29.5 (1.16)                                  | 31.9 (1.26)                                  | 42.1 (1.66)                                  | 53.4 (2.10)                                  | 73.5 (2.89)                                  | 82.9 (3.26)                                  | 88.1 (3.47)                                  | 75.7 (2.98)                                  | 56.3 (2.22)                                  | 38.1 (1.50)                                  | 48.9 (1.93)                                  | 38.6 (1.52)                                  | 659.0 (25.94)                                |
| Lượng tuyết rơi trung bình cm (inches)                   | 18.1 (7.1)                                   | 16.5 (6.5)                                   | 10.1 (4.0)                                   | 4.0 (1.6)                                    | 0.0 (0.0)                                    | 0.0 (0.0)                                    | 0.0 (0.0)                                    | 0.0 (0.0)                                    | 0.0 (0.0)                                    | 0.1 (0.0)                                    | 7.4 (2.9)                                    | 17.1 (6.7)                                   | 73.3 (28.9)                                  |
| Số ngày giáng thủy trung bình (≥ 1.0 mm)                 | 7.2                                          | 7.2                                          | 7.9                                          | 8.5                                          | 9.2                                          | 10.5                                         | 10.7                                         | 9.0                                          | 7.6                                          | 6.5                                          | 9.0                                          | 8.1                                          | 101.4                                        |
| Độ ẩm tương đối trung bình (%) (at 14:00)                | 76.7                                         | 69.1                                         | 58.0                                         | 52.5                                         | 50.7                                         | 53.8                                         | 52.7                                         | 51.1                                         | 57.4                                         | 63.8                                         | 75.7                                         | 79.2                                         | 61.7                                         |
| Số giờ nắng trung bình tháng                             | 55.2                                         | 87.4                                         | 129.7                                        | 168.8                                        | 224.6                                        | 221.9                                        | 234.9                                        | 232.5                                        | 165.8                                        | 118.3                                        | 58.8                                         | 45.4                                         | 1.743,3                                      |
| Phần trăm nắng có thể                                    | 22.3                                         | 33.6                                         | 38.7                                         | 44.4                                         | 50.7                                         | 49.3                                         | 51.4                                         | 55.5                                         | 47.6                                         | 38.6                                         | 23.2                                         | 19.3                                         | 39.6                                         |
| Nguồn: Central Institute for Meteorology and Geodynamics |                                              |                                              |                                              |                                              |                                              |                                              |                                              |                                              |                                              |                                              |                                              |                                              |                                              |

## Lịch sử

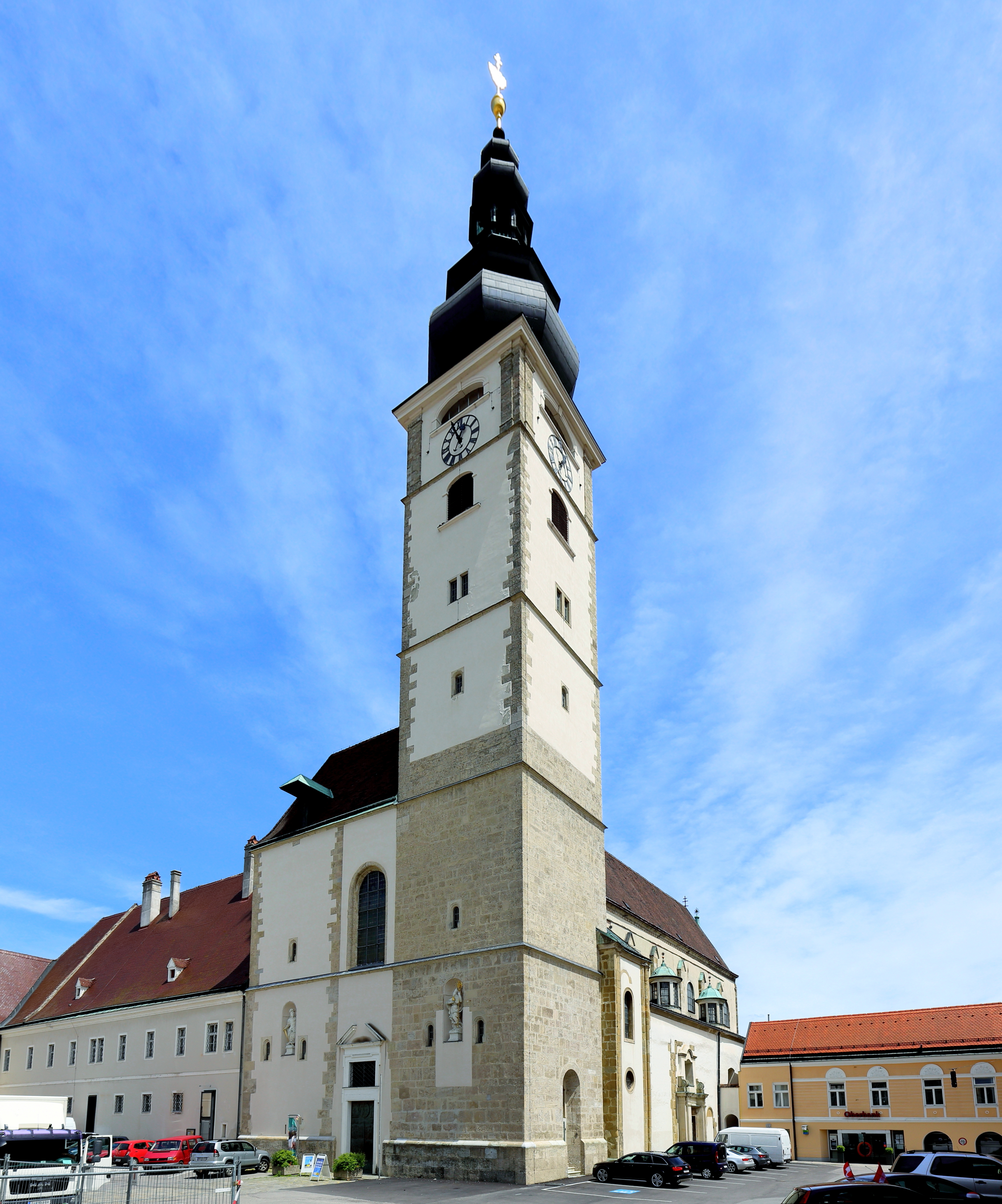
Nhà thờ mang phong cách baroque

Phần cổ nhất của thành phố được xây dựng trên địa điểm của thành phố Aelium Cetium thời La Mã cổ đại, tồn tại từ thế kỷ thứ II đến thế kỷ thứ IV. Vào năm 799, nó được gọi là Treisma. St Pölten đã trở thành thị trấn vào năm 1050 và chính thức trở thành thành phố vào năm 1169. Cho đến năm 1494, St Pölten là một phần của giáo phận Passau và sau đó trở thành lãnh thổ thuộc nhà nước. Một tu viện dòng Benedict được thành lập vào năm 771. Năm 1081, nơi đây đã tổ chức Chorherren của Augustinô và vào năm 1784, Kollegiatsstift của họ đóng cửa. Kể từ năm 1785, tòa nhà này là nơi tổ chức nhà thờ St Pölten. Thành phố đã thay thế Vienna làm thủ phủ Hạ Áo theo nghị quyết của Nghị viện Hạ Áo vào ngày 10 tháng 7 năm 1986. Chính quyền Hạ Áo đã được đặt tại St Pölten từ năm 1997.
Tên St Pölten có nguồn gốc từ Hippôlytô thành Roma. Thành phố được đổi tên thành Sankt Hippolyt, sau đó là St Polyt và cuối cùng là St Pölten.

## Chính trị

Hội đồng thành phố và Nghi viện thành phố

### Hội đồng thành phố
Hội đồng thành phố bao gồm 42 thành viên và kể từ cuộc bầu cử thành phố vào năm 2016, Hội đồng thành phố bao gồm các đảng sau:
- 26 Đảng Dân chủ Xã hội Áo (SPÖ) - thị trưởng và phó thị trưởng thứ nhất
- 9 Đảng Nhân dân Áo (ÖVP) - phó thị trưởng thứ hai
- 6 FPÖ
- 1 The Greens - The Green Alternative

### Nghi viện thành phố

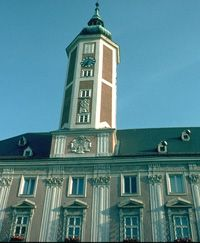
Tòa thị chính

Nghị viện của thành phố bao gồm 11 thành viên:
- SPÖ: Martin Fuhs, Mag. Renate Gamsjäger, Kỹ sư Franz Gunacker, Robert Laimer, Wolfgang Nowak, Mag. Johann Rankl, Mag. Ingrid Heihs
- ÖVP: Alfred Neuhauser, Josef Fraberger
- FPÖ
- Greens: Silvia Buschenreiter

### Thị trưởng
Vào ngày 9 tháng 7 năm 2004, hội đồng thành phố đã bầu ra cựu thượng nghị sĩ phụ trách văn hóa Mag. Matthias Stadler (SPÖ) với tư cách là thị trưởng mới của St Pölten. Phó thị trưởng thứ nhất là Susanne Kysela (SPÖ); Phó thị trưởng thứ hai là Johannes Sassmann (ÖVP).

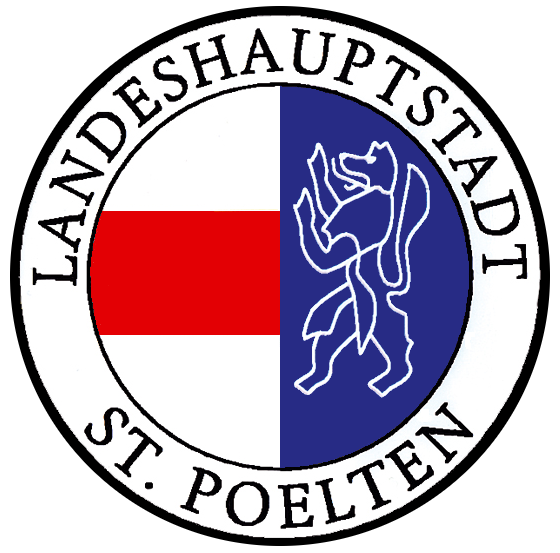
Con dấu của thành phố

### Huy hiệu, cờ và con dấu
Kí hiệu của huy hiệu có màu bạc và màu xanh da trời; ở bên phải là vạch đỏ, bên trái là hình con sói chồm lên màu bạc.
Cờ của thành phố có màu đỏ và vàng. Con dấu của thành phố có quốc huy được bao quanh bởi dòng chữ Landeshauptstadt St. Pölten. Con dấu của thẩm phán cũng có quốc huy của thành phố với dòng chữ Magistrat der Stadt St. Pölten.

## Kinh tế
Tính đến ngày 15 tháng 5 năm 2001, 40.041 người làm việc trong 2.711 công ty trong thành phố. 23 công ty trong số đó là các doanh nghiệp quy mô lớn với hơn 200 nhân viên.

### Phương tiện truyền thông
Một số công ty truyền thông có trụ sở tại St Pölten có "@cetera", một tạp chí văn học-văn hóa; "City-Flyer", một tạp chí trực tuyến mô tả những nét văn hóa của thành phố được xuất bản hàng tháng; "Campus Radio", một đài phát thanh của Đại học Khoa học Ứng dụng; "HiT FM", một đài phát thanh phát sóng ở Hạ Áo; "LetHereBeRock", một tạp chí trực tuyến dành cho giới trẻ về nền nhạc rock; NÖN, một tờ báo ở Hạ Áo; Tập đoàn Phát thanh truyền hình Áo chi nhánh Hạ Áo và kênh truyền hình địa phương "P3tv".

### Doanh nghiệp quy mô lớn
Các công ty lớn nhất có trụ sở tại St Pölten là nhà sản xuất đồ nội thất Leiner, nhà sản xuất giấy Salzer và tập đoàn kỹ thuật thuộc sở hữu của gia tộc Voith.

## Tiện ích công cộng

### Cơ sở giáo dục
- Bundesgymnasium  và  Bundesrealgymnasium  St. Pölten [9] (trường gymnasium công lập)
- Cơ sở giáo dục công lập sư phạm mẫu giáo và sư phạm xã hội
- Trường kinh tế và học viện kinh tế công
- Bundesreal - và Bundesoberstufenrealgymnasium  (BORG) Schulring (nhà thi đấu cao cấp công cộng)
- Đại học Khoa học Ứng dụng St. Pölten (các lĩnh vực đào tạo: mô phỏng máy tính, quản lý phương tiện truyền thông, công tác xã hội, viễn thông và truyền thông)
- Cơ sở giáo dục đại học công lập thuộc khối ngành kinh tế và xã hội
- Cơ sở giáo dục kỹ thuật cao học và phòng thí nghiệm công lập (các lĩnh vực: EDP và tổ chức, điện tử, kỹ thuật điện, kỹ thuật máy, kỹ thuật kinh tế) với đại học khoa học ứng dụng chuyên về chế tạo máy
- Đại học Thiết kế Mới (kiến trúc nội thất và thiết kế đồ họa)
- Học viện nhà nước Hạ Áo
- Đại học triết học-thần học
- Trường trung học dân gian
- Viện Hạ Áo thúc đẩy phát triển kinh tế ( WIFI )

### Địa điểm giải trí và thể thao

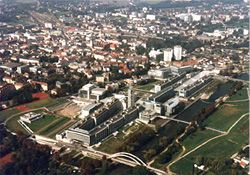
Không ảnh

Bạn có thể bơi tại Aquacity (hồ bơi trong nhà]), hồ bơi ngoài trời St. Pölten và Hồ Ratzersdorf (một hồ tắm nơi có bãi tắm khỏa thân, bóng chuyền bãi biển và Golf mini). Để rèn luyện sức khỏe có  City-Treff - Pueblo ,  Lifeline ,  Reebok  và  Seepark . Ngoài ra, thành phố có:
- Câu lạc bộ Bóng bầu dục Mỹ- St. Pölten Invaders
- Câu lạc bộ Cầu lông
- Câu lạc bộ gôn St. Pölten
- Trò chơi ky tại công viên giải trí Megafun
- Golf mini tại Trung tâm Tennis-Allround
- Sân bay dành cho máy bay mô hình của  BSV VOITH
- Câu lạc bộ cưỡi ngựa St. Pölten-Wagram
- Trường bắn tư nhân  Schützenkompagnie
- Công viên trượt băng
- Câu lạc bộ Bay lượn St. Pölten

St Pölten có cơ sở chính của trường thể thao bang Hạ Áo.

#### Quần vợt
Hàng năm, vào tuần thứ ba của tháng Năm, giải đấu của ATP diễn ra ở St Pölten. St Pölten có nhiều sân vận động quần vợt địa phương như Arena im Aufeld, trung tâm quần vợt Allround, các sân tennis của hiệp hội thể thao trên băng địa phương 1872, các sân ở St. Georgen, các sân ở Ratzersdorfer Pond, các sân ở trường thể thao bang Hạ Áo và các sân của công viên giải trí Megafun.

## Quan hệ quốc tế

### Thị trấn song sinh - Thành phố kết nghĩa
St Pölten kết nghĩa với các thành phố sau:
- Altoona, Pennsylvania, USA[10]
- Brno, Cộng hòa Séc [11][12]
- Clichy, Hauts-de-Seine, Île-de-France, Pháp[cần dẫn nguồn]
- Heidenheim, Baden-Württemberg, Đức[cần dẫn nguồn]
- Kurashiki, Nhật[cần dẫn nguồn]
- Nyíregyháza, Hungary[cần dẫn nguồn]
- Vũ Hán, Trung Quốc[cần dẫn nguồn]

## Văn hóa và các điểm tham quan

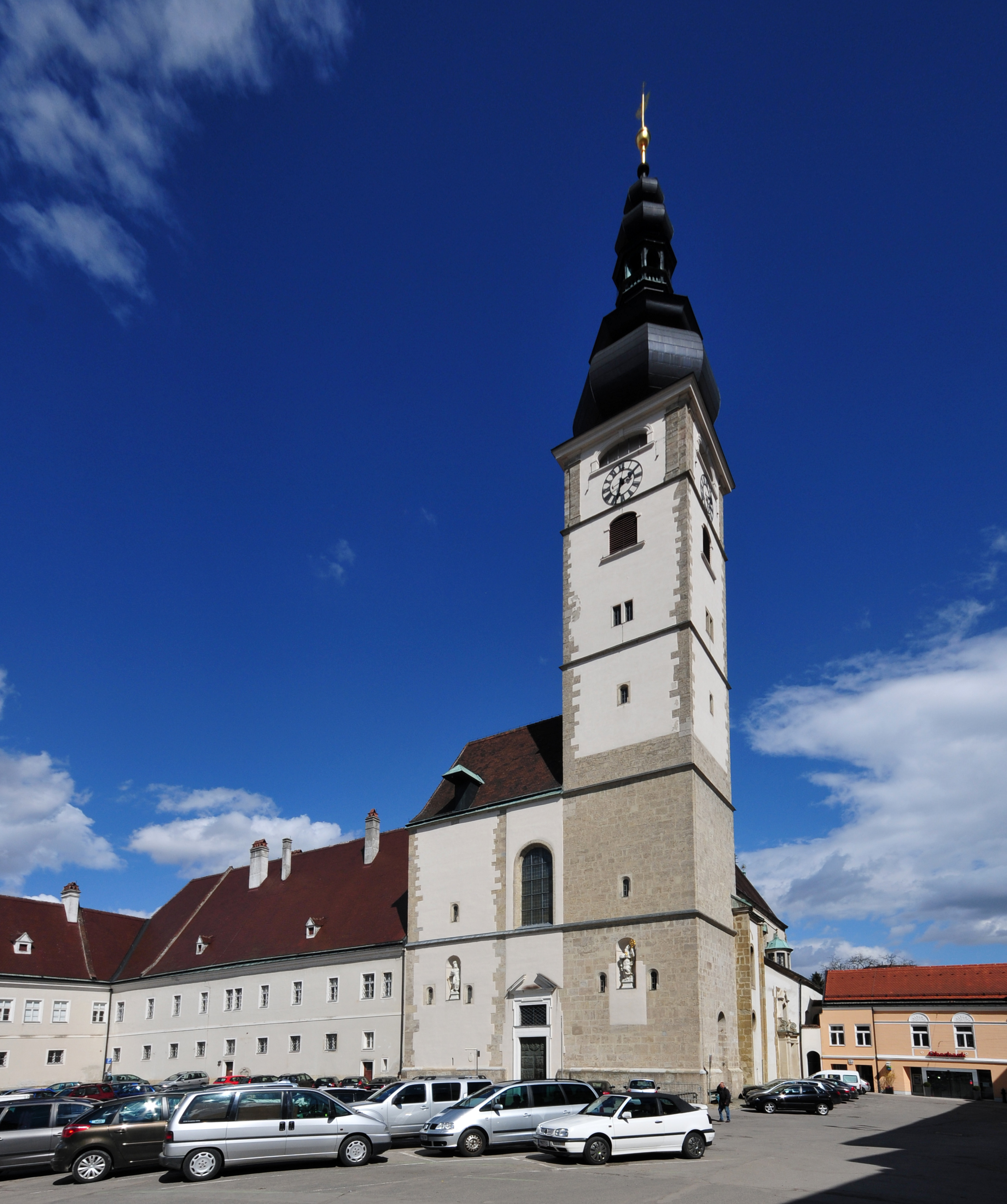
thánh đường Sankt Pölten

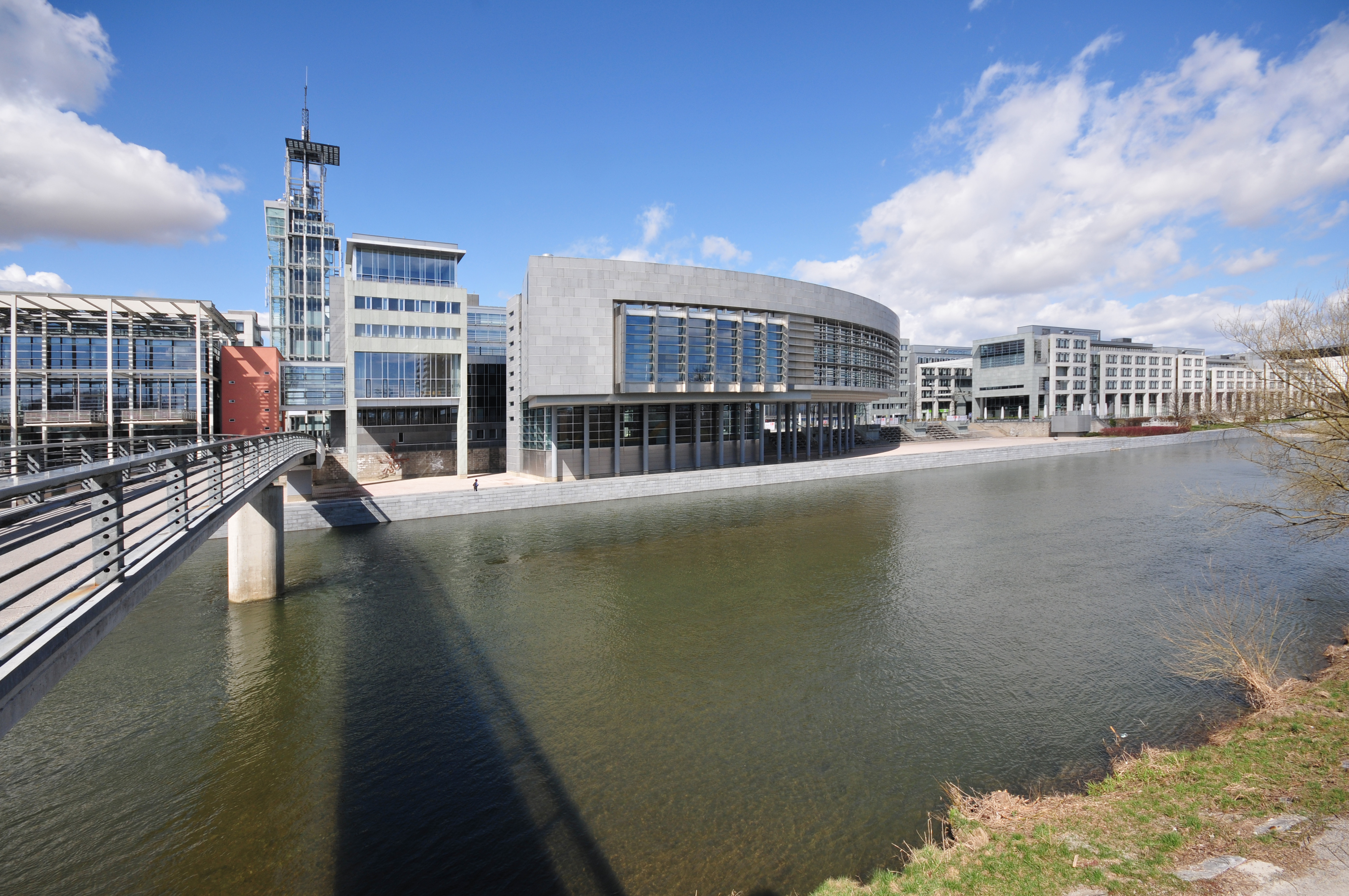
Tòa nhà hành chính bang

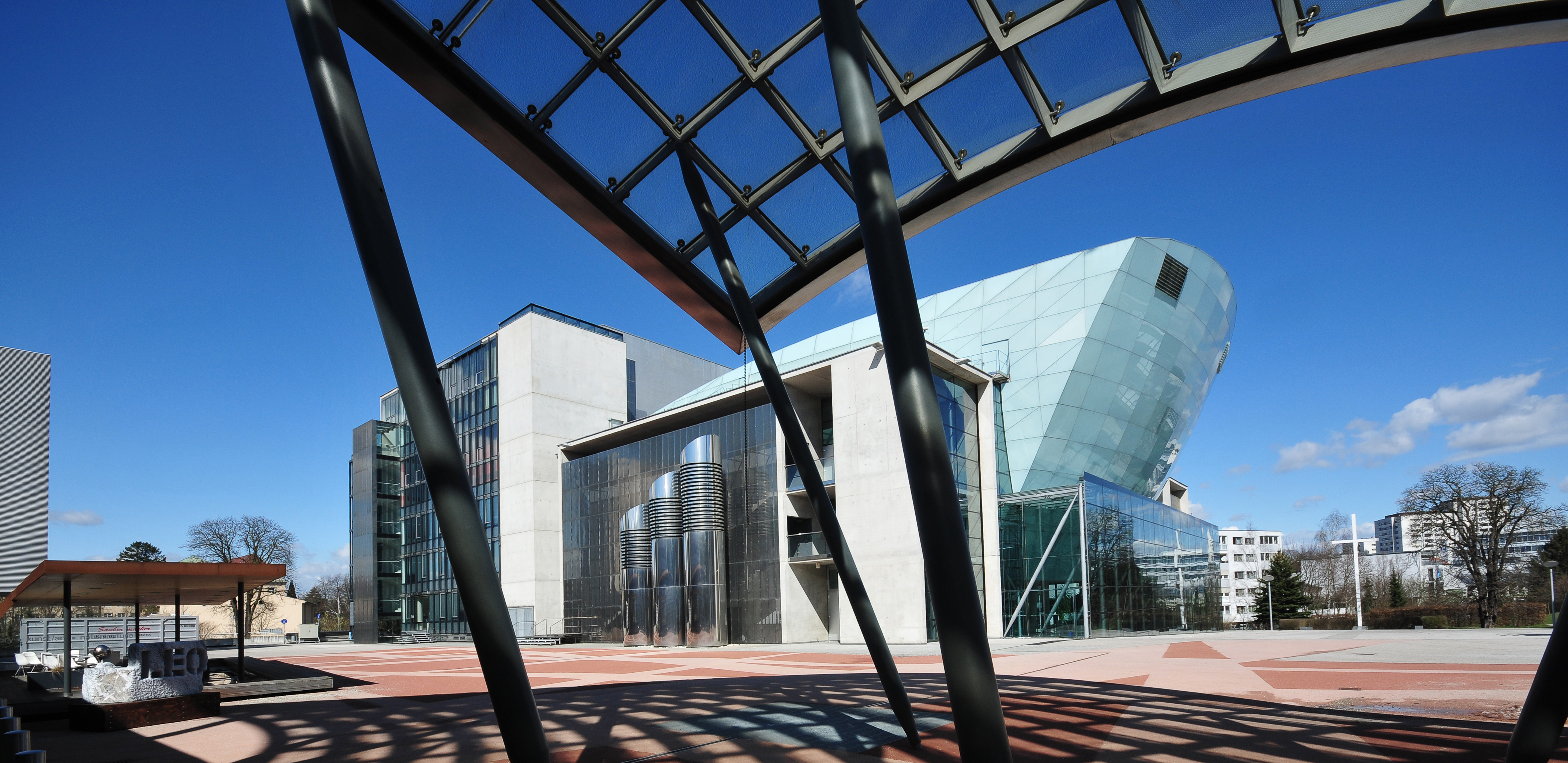
Rạp hát

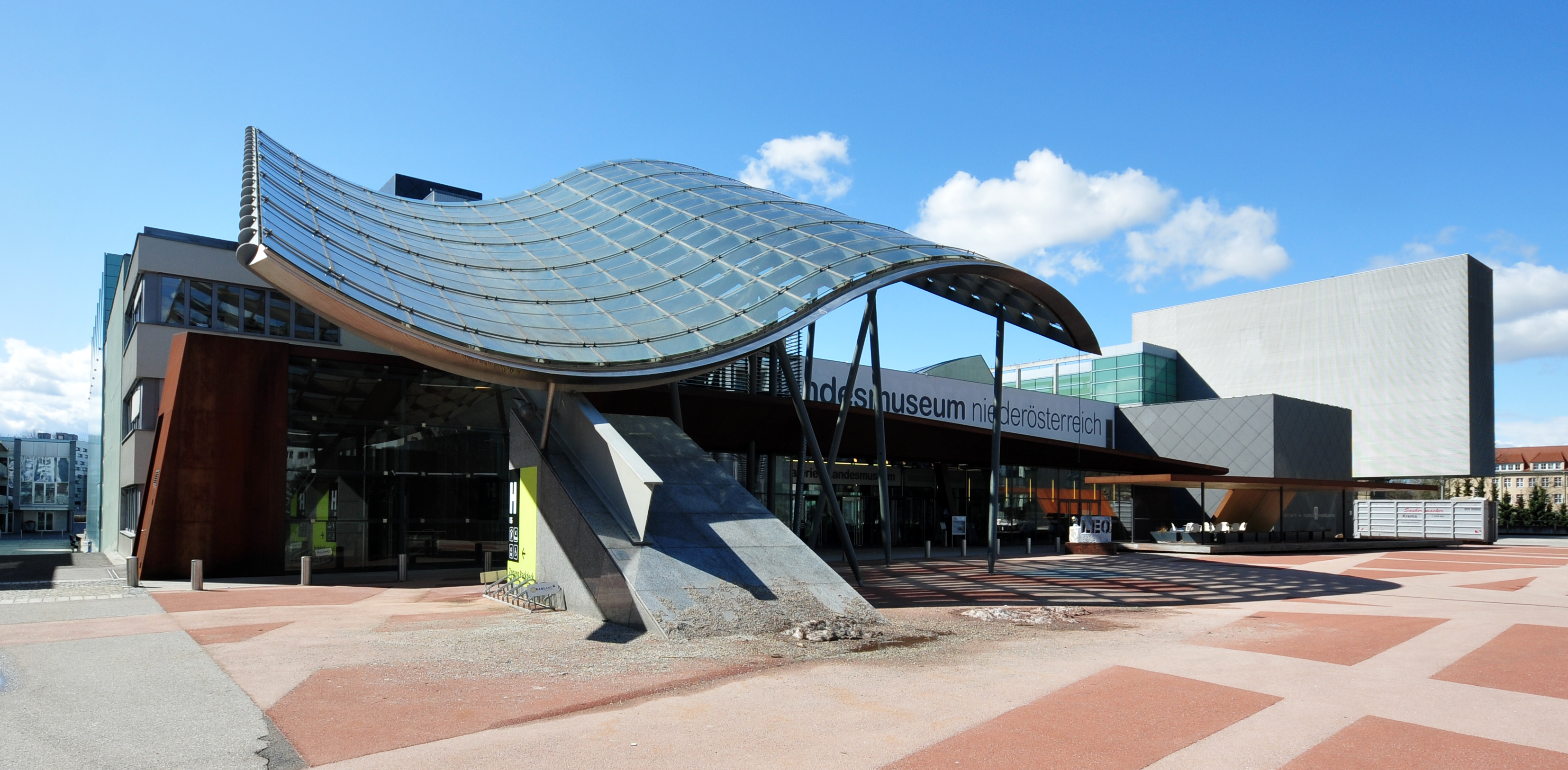
Bảo tàng bang

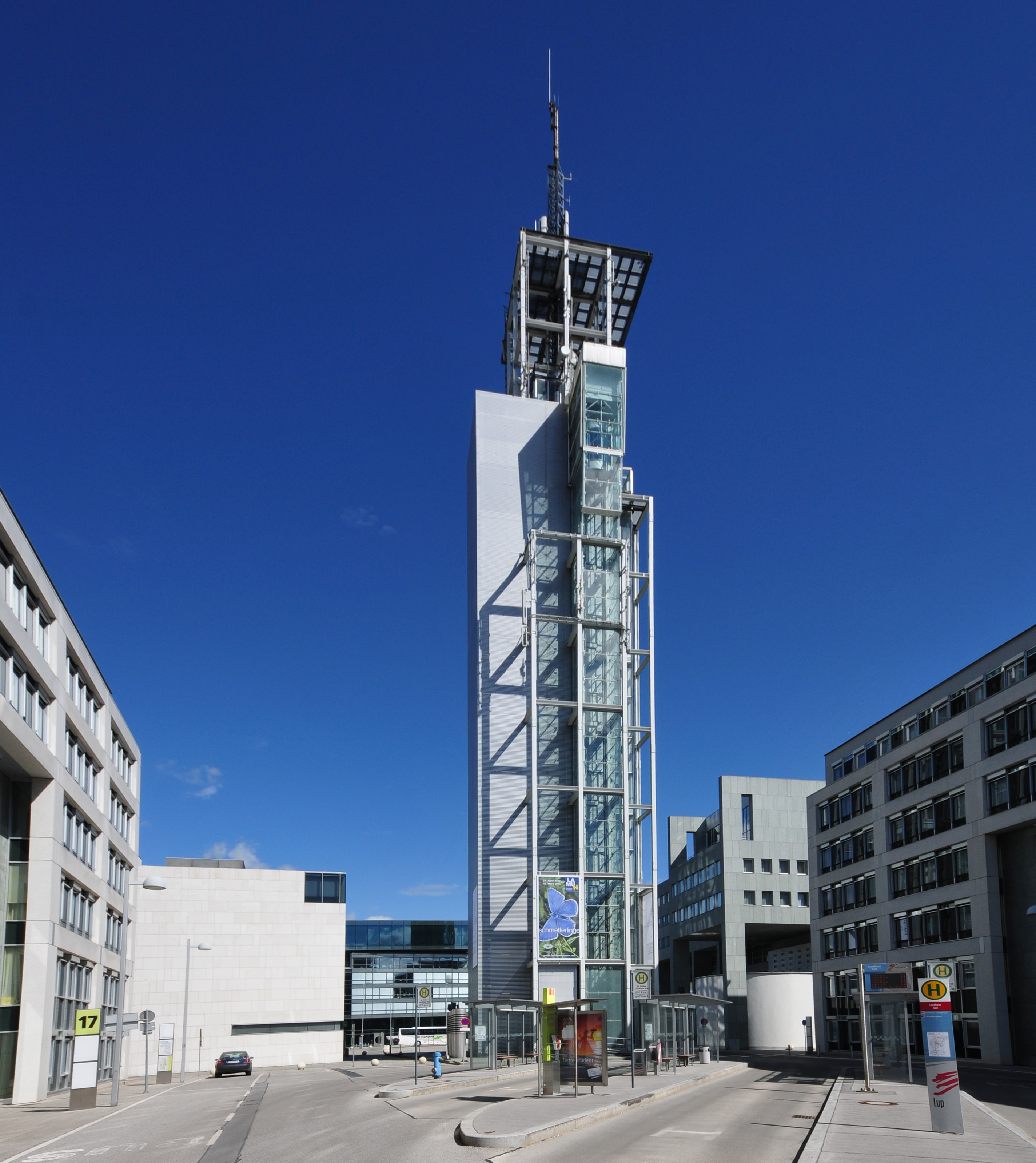
Klangturm

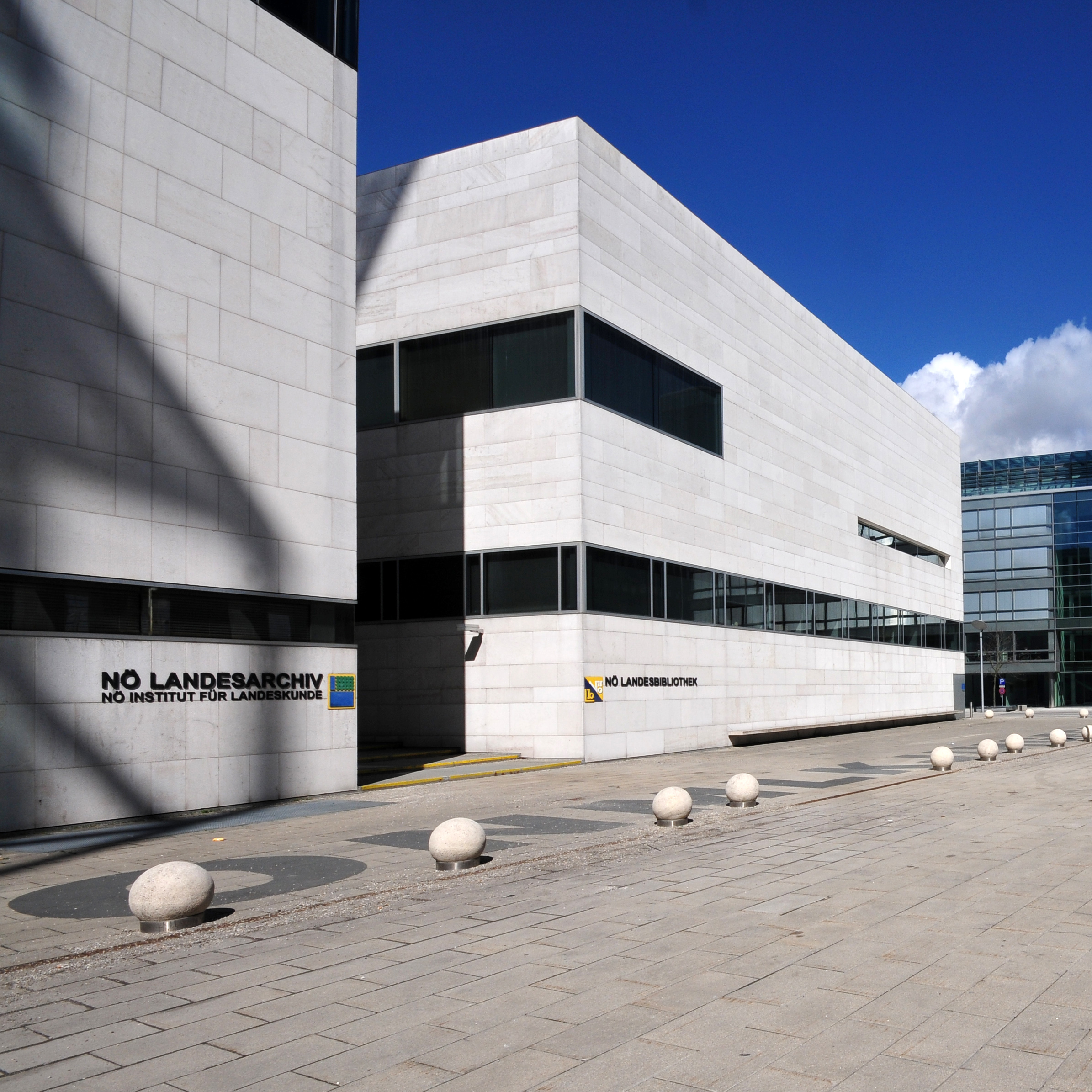
Thư viện bang

### Rạp hát
- Nhà hát bang Hạ Áo
- Bühne im Hof
- Festspielhaus St. Pölten

### Bảo tàng
- Bảo tàng giáo phận St. Pölten
- Bảo tàng im Hof
- Bảo tàng bang Hạ Áo
- Viện lưu trữ nghệ thuật hiện đại Hạ Áo
- Bảo tàng tư nhân "Đồ trang trí Wilhelmsburger và đĩa đồ dùng"
- Bảo tàng thành phố St. Pölten

### Các địa điểm khác
- Rạp chiếu phim Cinema Paradiso
- Giáo đường Do Thái cổ
- Klangturm  (tháp), địa danh của thành phố
- Stadtsäle  (sảnh tổ chức các sự kiện công cộng)
- Hội trường văn hóa thanh niên  frei.raum
- VAZ (trung tâm tổ chức sự kiện)
- Under & Over  (≈ "haywire"; "higgledy-piggledy"; "topsy-turvy"), một quán rượu ở nội thành
- Tonkünstler Orchestra
- Trung tâm thương mại Hạ Áo
- Apotheke zum golden Löwen  (hiệu thuốc từ năm 1545), cửa hàng lâu đời nhất trong thành phố, nổi tiếng bởi mặt tiền kiểu baroque

### Sự kiện thường xuyên
- Giải quần vợt ATP
- Rạp chiếu phim tại nhà thờ ( Film am Dom )
- Lễ hội vùng
- Liên hoan phim và văn hóa quốc tế
- Lễ hội ở tòa nhà nghị viện
- Tuần lễ hội St Pölten " Klangweile "
- Höfefest  St Pölten
- Liên hoan FM4 Frequency

## Nhân vật đáng chú ý
- Martin Fiala, composer[13]Bản mẫu:Self-published inline
- Jörg Demus, (1928–2019), nghệ sĩ piano
- Alfred Gusenbauer, (sinh năm 1960), chính trị gia (SPÖ) và cựu thủ tướng Áo
- Andreas Lattner, nhà khoa học máy tính
- Erwin Leder, (sinh năm 1951), diễn viên (tham gia các phim  Das Boot ,  Thế giới ngầm )
- Karl Österreicher (1923–1995), nhạc trưởng, nhà sư phạm âm nhạc
- Julius Raab, (1891-1964), chính trị gia bảo thủ, thủ tướng Áo 1953-1961
- Mario Ranieri, DJ và nhà sản xuất
- Bernhard Wicki, diễn viên và đạo diễn
- Lolita, ca sĩ và diễn viên
- Don  Manuel, Trẻ sơ sinh người Bồ Đào Nha, em trai của Vua John V, sống ở St Pölten một thời gian trong những năm 1730
- Oliver Stummvoll, người mẫu
- The Clairvoyants, bộ đôi nhà ảo thuật - người điều khiển tâm trí

## Văn học
- Klaus Nüchtern: Kleines Gulasch in St. Pölten (tiếng Đức): ISBN 3-85439-306-7
- Thomas Karl: St. Pölten - Ein Wandel durch die Zeit (tiếng Đức): ISBN 3-89702-641-4
- Otto Kapfinger, Michaela Steiner: St. Pölten neu (tiếng Đức): ISBN 3-211-82954-7